# Johann Georg Christian Sckell
Johann Georg Christian Sckell (1721 in Eisenach – 1778) war ein deutscher Oberförster und Wildmeister in Troistedt.

## Leben und Wirken
Er war Sohn des Oberförsters und Wildmeisters Johann Valentin Sckell. Er gehört zur Gärtner- und Malerfamilie der Sckell, aus der aber auch mehrere Forstleute hervorgegangen waren.
Für die Forsteinrichtung
lieferte Johann Georg Christian Sckell Kartenmaterial, wozu er auch zusammen mit weiteren Wildmeistern die erforderlichen Vermessungen durchführte. Er fertigte 1764 und 1766 auch die abschließenden Übersichtstabellen an. Die Bestandserhebung der Forste im Herzogtum Sachsen-Weimar-Eisenach zur Zeit der Regentschaft von Herzogin Anna Amalia, die auch mit Hilfe der Forste versuchte ihren Etat in Ordnung zu bringen, ist ohne weiteres als ein Großprojekt zu bezeichnen. Das war die erste Forsteinrichtung in einem deutschen Land überhaupt, an der Sckell beteiligt war. Die unabhängige Leitung des Unternehmens hatte Carl Christoph von Lengefeld inne. Nicht nur um die Umgestaltung der Forste ging es, sondern auch um deren nachhaltige Nutzung verbunden mit einer Regulierung der Mengen des Holzeinschlags. Auch die Wiederaufforstung von Brachen gilt als Pionierleistung bei der Forsteinrichtung, die 1762 bis 1765 in Sachsen-Weimar-Eisenach umgesetzt wurde.
Sckell Wirken war offenbar rein praktischer Natur, Literatur über forstwirtschaftliche bzw. forstwissenschaftliche Themen verfasste er offenbar keine.
Auch sein Sohn Johann Ludwig Gottlieb Sckell (* 26. April 1740 in Marksuhl, † 1808) war Oberförster und Wildmeister in Troistedt. In Marksuhl waren wohl auch Carl August und Goethe bei diesem zu Gast. Ein Tagebucheintrag von September 1777 bestätigt das. Das ist bei diesem Johann Ludwig Gottlieb Sckell der Fall gewesen, der seit 1769 auch in Marksuhl als Forstbedienter tätig war, bevor er 1778 Oberförster und 1802 Wildmeister in Troistedt wurde. Literarische Beiträge zu forstwirtschaftlichen Themen hinterließ auch dieser nicht.

## Sckell in der Schilderung Goethes
Goethe, dem das Forstwesen wohl angelegen war, erinnerte sich in seinen naturwissenschaftlichen Schriften folgendermaßen:
Der letzte Satz bezieht sich fraglos auch auf Johann Georg Christian Sckell, dessen Wirken vor Goethes Zeit in Weimar lag und der an der Revision der Forste beteiligt war. Eine Wertschätzung der Arbeit Sckells von Seiten Goethes bedeutet es indes zweifellos. Die betreffende Schrift erschien erstmals 1790 unter dem Titel: Metamorphose der Pflanzen, mit welcher Goethe als Mitbegründer der vergleichenden Morphologie gilt, Goethes erstem selbstständigen botanischen Werk. Doch findet er sich erst erwähnt in der zweiten Auflage unter dem Kapitel: Zur Geschichte meines botanischen Studiums, wo diese Stelle zu finden ist, die er 1817, ganze 27 Jahre später veröffentlichte als Artikel in der Schriftenreihe Zur Morphologie mit der Überschrift: Die Metamorphose der Pflanzen.